# Mir Sultan Khan
Mian Sultan Khan, noto con gli attributi onorifici Mir Malik (Mittha Tawana, 1905 – Sargodha, 25 aprile 1966), è stato uno scacchista indiano naturalizzato pakistano, considerato il più forte giocatore di scacchi asiatico della sua epoca.

## Biografia e carriera
Nato in una parte del Raj Britannico che divenne poi parte del Pakistan, fu un forte giocatore della variante indiana degli scacchi. Fu notato nel 1926 da Sir Umar Hayat Khan, un ricco indiano patrono degli scacchi, che gli fece conoscere la variante occidentale del gioco. Sotto la guida di Kishanlal Sarda (1879-1934), che aveva vinto il campionato indiano nel 1914, 1917 e 1921, Sultan Khan studiò le regole occidentali e si preparò per partecipare ai tornei. Nel 1928 prese parte al campionato indiano assoluto di Delhi, vincendolo con 8 ½ su 9.
Nella primavera del 1929 Sir Umar portò Sultan Khan in Europa con l'intenzione di farlo partecipare a tornei in Inghilterra. In agosto partecipò al campionato britannico a Ramsgate, nel quale però non giocarono né Frederick Yates né Sir George Thomas, i due più forti giocatori inglesi del momento. 
Comunque la sua vittoria con 8/11 fece sensazione, anche considerando che aveva imparato gli scacchi europei solo da due anni.
Successivamente vinse altre due volte il campionato britannico e partecipò a vari tornei con ottimi risultati.
Riuscì a vincere con grandi campioni come Capablanca (sconfitto al torneo di Hastings del 1930-1931 in occasione del loro unico incontro), Rubinstein, Tartakover (con cui vinse un match sulle 12 partite), Marshall, Colle e Flohr, ma non con il campione del mondo in carica Aleksandr Alechin, con il quale giocò quattro partite ottenendo solo una patta.
Alla fine del 1933 tornò in India e non si seppe più molto di lui, salvo un match che fece nel 1935 con Khadilkar (che vinse in quell'anno il campionato indiano), vincendolo con 9 ½ su 10. In seguito si ritirò in una proprietà che gli era stata lasciata da Sir Umar Hayat Khan, facendo il contadino per il resto della sua vita. Morì di tubercolosi il 25 aprile 1966 in un villaggio del distretto di Sargodha del Punjab pachistano.
Quando, nel 1950, vennero istituiti i titoli di grande maestro internazionale e di maestro internazionale, nessuno di questi due riconoscimenti venne attribuito a Sultan Khan, probabilmente a causa della brevità della sua carriera scacchistica.
La Federazione Internazionale degli Scacchi gli ha infine attribuito postumamente il titolo di grande maestro nel 2024.

## Principali risultati
- 1930
  - Torneo di Scarborough: = 4º con Ahues, dopo Colle, Maroczy e Rubinstein
  - Olimpiadi di Amburgo, 1a scacchiera: + 9 - 4 = 6
  - Torneo di Liegi: 2º dietro a Tartakover, davanti a Nimzowitsch, Colle, Rubinstein, Marshall e altri
  - Torneo di Hastings 1930/31: 3º dietro a Euwe e Capablanca (col quale vinse nello scontro diretto)
- 1931
  - Match con Tartakover a Semmering: + 4 - 3 = 5
  - Olimpiadi di Praga, 1a scacchiera: + 8 - 2 = 7. (vinse contro Rubinstein nel match Inghilterra-Polonia)
  - Campionato britannico a Worcester: 2º (7 ½ su 11) dopo Frederick Yates
  - Torneo di Hastings 1931/32: 4º dopo Flohr, Kashdan e Euwe
- 1932
  - Torneo di Cambridge: 1º davanti a C.H. O'D. Alexander e Van den Bosch
  - Torneo di Berna: 4º dietro ad Alechin, Euwe e Flohr, davanti a Bogoljubov e altri 11 giocatori
  - Campionato britannico, Londra: 1º con 8 ½ su 11, davanti ad Alexander, Thomas, Michell, Yates, Fairhurst, Golombek e altri
  - Torneo di Hastings 1932/33: = 3º con Lajos Steiner (5 ½ su 9), dietro a Salo Flohr e Vasja Pirc
- 1933
  - Campionato britannico a Hastings: 1º con 9 ½ su 11, davanti a Tylor, Abrahams, Alexander, Thomas, Golombek, Winter e altri
  - Olimpiadi di Folkestone, 1a scacchiera: + 4 - 4 = 6